# 税関
税関（ぜいかん、英: Customs）は、関税及び内国消費税等の徴収、輸出入貨物の通関、密輸の取締り、保税制度の運営などを主たる目的・業務とする国の行政機関である。

## 概要
国際的な物流の管理に関与する必須的な機関であり、世界の多くの国々に同様の機関が設けられ、その名称としても「税関 (Customs)」という言葉が使用される。また税関関連の国際機関としては、世界184か国・地域が加盟する世界税関機構がある。
アメリカ合衆国税関・国境警備局やフランス税関・間接税総局のように、国によっては出入国管理や国境の警備も兼ねる機関もあるが、日本では税関は財務省関税局、出入国管理は法務省出入国在留管理庁が所管するなど、国によりその業務範囲は異なる。

## 欧米の税関

### EU
EUでは欧州連合関税法典（UCC：Union Customs Code）で税関職員に対する関連手続きの明確化が定められている。
欧州連合関税法典（UCC）は認可事業者（AEO：Authorized Economic Operator）制度を定めており、通関手続きの簡素化の優遇を受けるもの（AEOC）、セキュリティ面での税関審査・検査削減などの優遇を受けるもの（AEOS）、その両方の優遇を受けるもの（AEOC/AEOS または AEOF）があるが、これらの申請先は各加盟国の発行権限を持つ税関当局である。
加盟国の税関当局は申請書や承認についての情報を共有している。EUには事業者登録・識別（EORI：Economic Operators Registration and Identification）システムがあり、EU域内の事業者は加盟国内の税関当局で、EU域外の事業者も最初に手続きを行う加盟国の税関当局でEORI番号を取得する必要がある。

### イギリス
イギリスでは1203年にジョン王によってウィンチェスター関税条令が定められ国王の主導権のもと関税制度が確立された。1275年には国王エドワード1世の財政難によりイギリス議会が羊毛・羊毛皮・原皮に対する輸出税を賦課することを国王に承認したことで恒久的な税関の機構が導入されることとなった。

### アメリカ
1789年に連邦議会で関税法が成立し、米国で最も古い法律執行機関として税関が誕生した。

## 日本の税関
日本においては財務省の地方支分部局として置かれる国の機関である。財務省設置法では、税関の設置を第12条第1項で規定し、同条第2項で「当分の間、本省に、地方支分部局として、沖縄地区税関を置く」と規定し形式的には、税関と沖縄地区税関は別の種類の機関としている。なお財務省設置法附則第3項で「他の法令において「税関」、「税関長」、「国税局」又は「国税局長」とあるのは、別段の定めがある場合を除き、それぞれ沖縄地区税関、沖縄地区税関長、沖縄国税事務所又は沖縄国税事務所長を含むものとする。」として権限的に同一の扱いにしている。また2021年6月までは、沖縄地区税関は、部を置かなかったが、2021年7月からは他の税関と同じく4部（総務部、監視部、業務部、調査部）を置いている。

### 組織

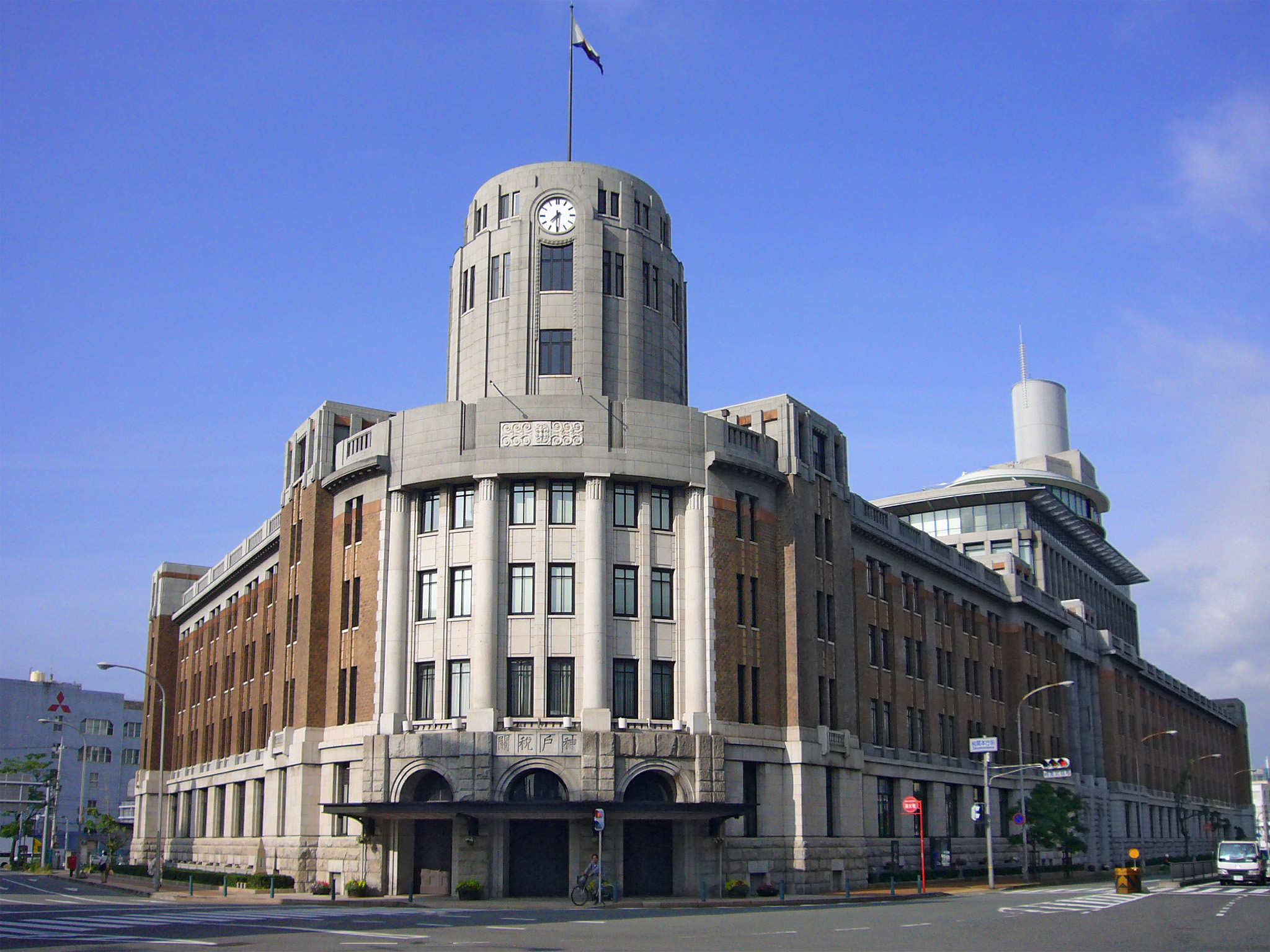
神戸税関 本関（本庁舎）
（東門）

日本の税関旗

函館税関北海道・青森県・岩手県・秋田県
東京税関山形県・群馬県・埼玉県・千葉県のうち市川市（財務大臣が定める地域（原木及び原木一丁目から原木四丁目まで）に限る）、成田市、香取郡多古町及び山武郡芝山町・東京都・新潟県・山梨県
横浜税関宮城県・福島県・茨城県・栃木県・千葉県（東京税関の管轄に属する地域を除く）・神奈川県
名古屋税関長野県・岐阜県・静岡県・愛知県・三重県
大阪税関富山県・石川県・福井県・滋賀県・京都府・大阪府・奈良県・和歌山県
神戸税関兵庫県・鳥取県・島根県・岡山県・広島県・徳島県・香川県・愛媛県・高知県
門司税関山口県・福岡県（長崎税関の管轄に属する地域を除く）・佐賀県のうち唐津市、伊万里市、東松浦郡及び西松浦郡・長崎県のうち対馬市及び壱岐市・大分県・宮崎県
長崎税関福岡県のうち大牟田市、久留米市、柳川市、八女市、筑後市、大川市、小郡市、うきは市、みやま市、三井郡、三潴郡及び八女郡・佐賀県（門司税関の管轄に属する地域を除く）・長崎県（門司税関の管轄に属する地域を除く）・熊本県・鹿児島県
沖縄地区税関沖縄県
※他に税関支署、出張所、監視署などが置かれる。なお、各税関の本庁を指す呼称は「本関」と言う（他組織の「本部」や「本局」などに相当）。

### 近代日本における税関の歴史
- 1854年 - 日米和親条約により、箱館（函館）の開港が決定。
- 1858年 - 日米修好通商条約により、箱館（函館）に加えて神奈川（横浜）・新潟・兵庫（神戸）・長崎の開港と江戸・大坂の開市が決定。
- 1859年 - 箱館（函館）・神奈川（横浜）・長崎に運上所を設置し、今日の税関業務と同様の、輸出入貨物の監督や税金の徴収、外交事務などを扱うことになる。（税関の前身）
- 1867年 - 築地（東京）・川口（大阪）に運上所を設置。
- 1868年 - 兵庫（神戸）に運上所を設置。貿易等を取り扱う外国事務局を設置する旨が報じられる（太政官日誌第二　慶応四年戊辰二月）
- 1869年 - 新潟に運上所を設置。
- 1871年9月5日  - 税関の管理が、外務省から大蔵省に移管される[4]。
- 1872年11月28日 - 運上所は「税関」と改められる。（税関の日）
  - 当初は、税関は開港場所のみを管轄しており、日本全国のどの地域もどこかの税関の管轄区域になっている現在とは様相を異にしていた。
- 1890年9月8日 - 函館・横浜・新潟・大阪・神戸・長崎の6税関に初めて管轄区域を設定。
  - ただし、管轄区域の表示は道府県ではなく旧国による表示であり、かつそれぞれの国域の沿岸のみを管轄。
- 1899年4月25日 - 管轄区域の表示を沿岸に限定せず、沿岸国全域に拡張。
  - ただし、依然として信濃、美濃など内陸国は管轄区域に含まず。
- 1901年8月27日 - 大阪税関の管轄区域に内陸国としては初めて山城国を追加。
- 1902年11月5日 - 新潟税関を廃止。
  - 新潟税関の管轄区域は、函館・横浜・大阪の各税関に分散。
- 1909年4月1日 - 函館税関の管轄区域に樺太を追加。
- 1909年11月5日 - 長崎税関の管轄区域の一部を分離させて、門司税関を新設。
- 1917年6月9日 - 管轄区域を旧国による表示から道府県による表示に改定。内陸県も管轄区域に追加。
- 1937年10月1日 - 横浜税関および大阪税関の管轄区域のそれぞれ一部を分離させて名古屋税関を新設。
- 1943年11月1日 - 海事行政一元化のため、税関業務を運輸通信省海運総局の地方部局たる海運局に統合させ、大蔵省の地方部局たる税関は廃止。
- 1946年6月1日 - 行政機構としての税関を復活。
  - 函館・横浜・名古屋・大阪・神戸・門司の6税関を設置。
- 1953年8月1日 - 横浜税関の管轄区域の一部を分離させて東京税関を新設し、門司税関の管轄区域の一部を分離させて長崎税関を新設。
- 1972年5月15日 - 沖縄県の日本国への施政権復帰に伴い、同県を管轄する沖縄地区税関を新設。

### 監視艇

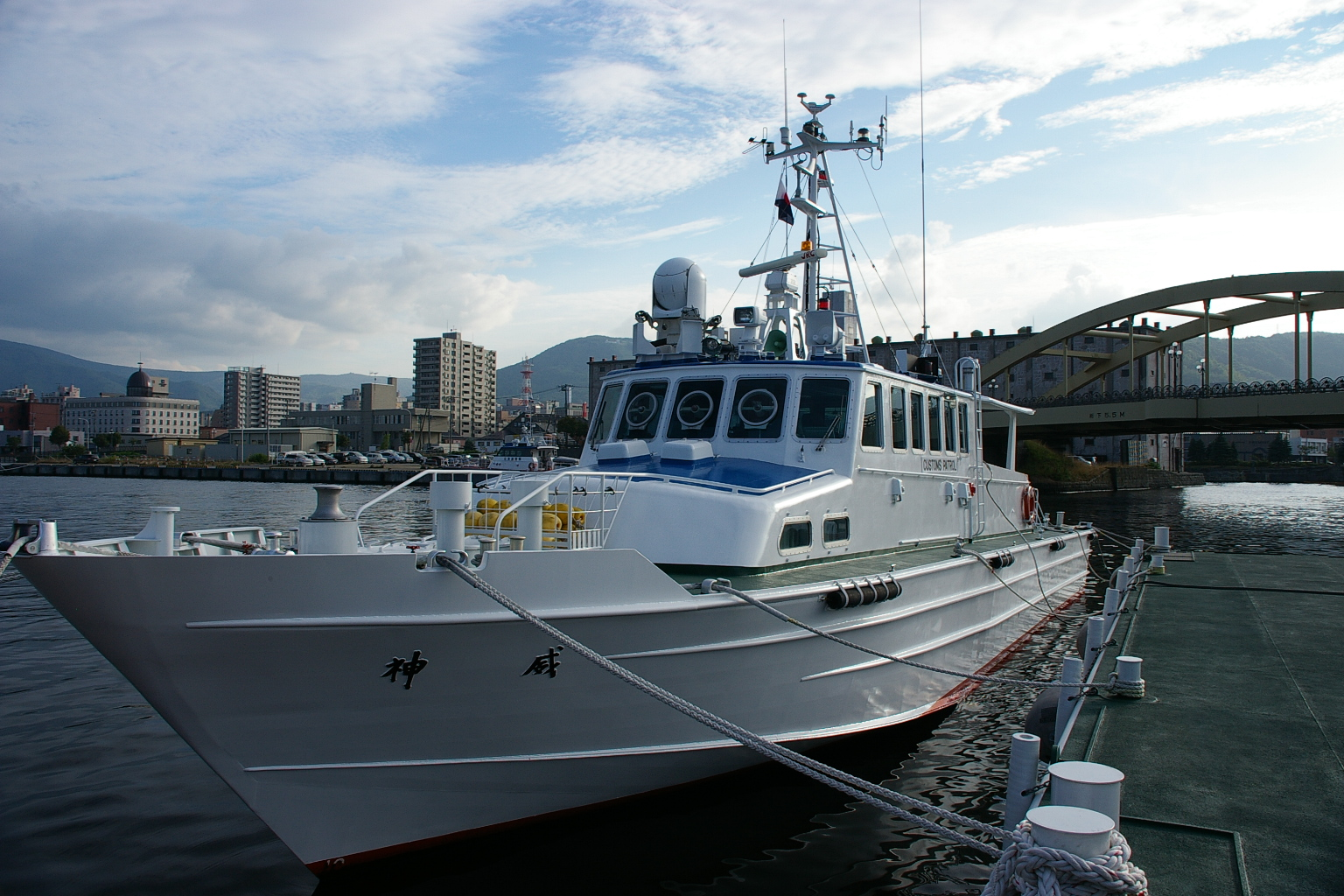
函館税関小樽支署所属の監視艇「神威」

港湾等での臨船審査や密貿易監視のための沿岸哨戒などに使用する船舶が配置されており、監視艇あるいは税関監視艇と称される。
日本の税関では1990年代中期以降、大きさや行動水域により次のように分類されている。
大型広域取締艇30メートル級以上の大型艇。小笠原諸島や南西諸島などの遠隔地の離島までを行動水域とする。
広域監視艇25メートル級以上の艇。近海広域を行動水域とする。
港湾監視艇20メートル級の艇。おもに基地港周辺を行動水域とする。

### 検査・取締り機材など
移出入物品の検査を効率的かつ正確に実施するため、様々な特殊機材などが使用されている。
X線検査装置荷物・貨物を開披せずに内容物の検査が可能であることから、税関の検査業務において広範囲に活用されている。国際空港や国際郵便交換局内の税関出張所に設置して使用されるほか、港湾のコンテナヤード出入口に設置し、大型トレーラーをそのまま収容して検査する大型X線検査装置や、2トントラックシャーシに架装し、必要な場所に移動して検査を実施できる車載型X線検査装置もある。
麻薬探知犬嗅覚により、荷物の中に隠された麻薬などの不正薬物を探知するよう専門の訓練を施された犬。全国の税関に配置されている。近年は薬物のほか、爆発物や銃器をも探知できる新たな訓練を施された探知犬も配置されており、更に2024年8月8日に、紙幣探知犬（カレンシードッグ）の導入が発表された。
ファイバースコープ
ビデオボアスコープ
金属探知機
爆発物車載型探知装置

### その他
小笠原諸島における税関業務のため、国土交通省の特別の機関である小笠原総合事務所に東京税関職員が常駐（3月単位の長期出張）して税関業務を行っているが、小笠原総合事務所の事務として行っているものではない。

### 公式イメージキャラクター
公式イメージキャラクターとしてカスタム君が存在する。名前の由来は税関の英語読みから。